# КрАЗ-5444
КрАЗ-5444 — украинский магистральный седельный тягач производства Кременчугского автомобильного завода.

## История
Серийно автомобиль КрАЗ-5444 производится с 1993 года. Автомобиль предназначен для буксировки полуприцепов полной массой до 28 тонн по дорогам с асфальтобетонным покрытием. Нагрузка на седельно-сцепное устройство не превышает 9,3 тонн.
Автомобиль оснащён двигателем внутреннего сгорания ЯМЗ-238ДЕ2 (Евро-2) мощностью 330 л. с. и механической восьмиступенчатой трансмиссией.
По желанию водителя автомобиль может оснащаться предпусковым подогревателем, седельно-сцепным устройством типа JOST или George Fisher, кабина может быть оборудована спальным местом и дополнительным отопителем.
Колёса и двигатель взяты от белорусской модели МАЗ-5432, однако кабина капотная, собственного производства.
Производство завершилось в 1995 году.